# 达尔肯多夫
达尔肯多夫是德国梅克伦堡-前波莫瑞州的一个市镇。总面积15.30平方公里，总人口285人，其中男性154人，女性131人（2011年12月31日），人口密度19人/平方公里。